# Shintarō Katsu
Shintarō Katsu (勝 新太郎 Katsu Shintarō?,  29 de noviembre de 1931 - 21 de junio de 1997) fue un actor, cantante, director y productor japonés.

## Biografía
Su nombre real fue Toshio Okumura (奥村利夫 Toshio Okumura). El padre de katsu fue Kineya Katsutōji, un intérprete de los teatros kabuki, que se caracterizó por sus habilidades en el shamisen y el género naguota. Su hermano mayor fue el actor Tomisaburo Wakayama.
Comenzó su carrera con un intérprete del shamisen, sin embargo en los años 60, enfoca su carrera en la actuación, sus primeros trabajos como actor fueron "The Akumyo" (1961), y "Heitai Yakuza", para 1962 da vida al personaje Zatoichi, creado por el novelista Kan Shimozawa, personaje que lo lanzaría a la fama.
Katsu falleció de cáncer de faringe, el 21 de junio de 1997.